# Babak Movassaghi
Babak Movassaghi (6 settembre 1971) è un ex giocatore di football americano tedesco che ha giocato come wide receiver.

## Palmarès
- 1 Europeo (2001)
- 1 World Bowl (Rhein Fire, 1998)
- 1 Eurobowl (Düsseldorf Panther, 1995)
- 3 German Bowl (Düsseldorf Panther, 1995; Hamburg Blue Devils, 2001, 2002)